# Teden Mengi
Teden Mambuene Mengi (Manchester, 2002. április 30. –) angol utánpótlás-válogatott labdarúgó, hátvéd, a Luton Town játékosa.

## Pályafutása

### Klubcsapatokban
A Manchester United akadémiáján nevelkedett, pályára lépett az U16-os, az U18-as és az U23-as korosztályos csapatokban is. 2017. október 28-án szerepelt először az U18-as bajnokságban egy Sunderland elleni találkozón, ez volt az első hivatalos mérkőzése a klub színeiben. Első profi szerződését 2019 szeptemberében írta alá. A 2019–2020-as EFL Trophy-sorozatban három alkalommal lépett pályára a klub U23-as együttesében, legelőször 2019. október 1-jén a Lincoln City ellen. 2019. november 28-án az Asztana FK elleni Európa-liga találkozón először nevezték a felnőtt csapat keretébe, majd 2020. augusztus 5-én pályára is lépett a Manchester Unitedben az osztrák LASK Linz elleni Európa-liga nyolcaddöntőben.
2021 februárjában a szezon hátralevő részére a másodosztályú Derby County vette kölcsön.
2023. augusztus 31-én a Premier League-újonc Luton Town szabadon igazolhatóként szerződtette, miután Mengi szerződése lejárt a Manchester Unitednél. Első szezonjában a csapattal megnyerte a Luton szezon idegenbeli játékosa díját.

### A válogatottban
Többszörös utánpótlás-válogatott, szerepelt az angolok U16-os korosztályos csapatától kezdve egészen az U18-as válogatottig.

## Magánélete
Felmenői révén angolai származású, így az angol mellett az afrikai ország válogatottjában is jogosult pályára lépni.

## Statisztika
2022. október 18-án frissítve.
| Csapat                       | Szezon           | Bajnokság        | Bajnokság | Bajnokság | Kupa | Kupa  | Ligakupa | Ligakupa | Nemzetközi | Nemzetközi | Egyéb | Egyéb | Összesen | Összesen |
| Csapat                       | Szezon           | Osztály          | P.        | Gólok     | P.   | Gólok | P.       | Gólok    | P.         | Gólok      | P.    | Gólok | P.       | Gólok    |
| ---------------------------- | ---------------- | ---------------- | --------- | --------- | ---- | ----- | -------- | -------- | ---------- | ---------- | ----- | ----- | -------- | -------- |
| Manchester United U21        | 2019–20          | —                | —         | —         | —    | —     | —        | —        | —          | —          | 3     | 0     | 3        | 0        |
| Manchester United U21        | 2020–21          | —                | —         | —         | —    | —     | —        | —        | —          | —          | 3     | 0     | 3        | 0        |
| Manchester United U21        | 2021–22          | —                | —         | —         | —    | —     | —        | —        | —          | —          | 1     | 0     | 1        | 0        |
| Manchester United U21        | 2022–23          | —                | —         | —         | —    | —     | —        | —        | —          | —          | 2     | 0     | 2        | 0        |
| Manchester United U21        | Összesen         | Összesen         | 0         | 0         | 0    | 0     | 0        | 0        | 0          | 0          | 9     | 0     | 9        | 0        |
| Manchester United            | 2019–20          | Premier League   | 0         | 0         | 0    | 0     | 0        | 0        | 1          | 0          | —     | —     | 1        | 0        |
| Manchester United            | 2020–21          | Premier League   | 0         | 0         | 0    | 0     | 0        | 0        | 0          | 0          | —     | —     | 0        | 0        |
| Manchester United            | 2021–22          | Premier League   | 0         | 0         | 0    | 0     | 0        | 0        | 1          | 0          | —     | —     | 1        | 0        |
| Manchester United            | Összesen         | Összesen         | 0         | 0         | 0    | 0     | 0        | 0        | 2          | 0          | 0     | 0     | 2        | 0        |
| Derby County (kölcsönben)    | 2020–21          | Championship     | 9         | 0         | —    | —     | —        | —        | —          | —          | —     | —     | 9        | 0        |
| Birmingham City (kölcsönben) | 2021–22          | Championship     | 9         | 0         | 1    | 0     | —        | —        | —          | —          | —     | —     | 10       | 0        |
| Karrier összesen             | Karrier összesen | Karrier összesen | 18        | 0         | 1    | 0     | 0        | 0        | 2          | 0          | 9     | 0     | 30       | 0        |

1. 1 2 3 4  Pályára lépés(ek) az EFL Trophy-ban
2. ↑  Pályára lépések at Európa-ligában
3. ↑  Pályára lépések az UEFA-bajnokok ligájában

## Díjak
- Luton Town – A szezon idegenbeli játékosa: 2023–2024